# Prix du paysage
Le prix du paysage, institué en 2004 en application de la Convention européenne du paysage, remplace le grand prix du paysage et le trophée du paysage, organisés tous les ans en alternance jusqu’en 2001. Il récompense annuellement une réalisation exemplaire, achevée depuis au moins 3 ans, et distingue conjointement le maître d’ouvrage public et le ou la paysagiste maître d’œuvre, ainsi que la ou les associations éventuellement impliquées dans la réalisation.

## Grand prix du paysage
Le grand prix du paysage a été créé en 1990. Il est décerné tous les deux ans, les années paires, par le gouvernement français à « un paysagiste concepteur de nationalité française dont il consacre soit l’ensemble des réalisations, soit une œuvre exceptionnelle ou exemplaire, soit sa contribution au développement des idées, des concepts dans le domaine du paysage » 
- Prix 1990 - Jacques Simon
- Prix 1992 - Michel Corajoud
- Prix 1994 - Allain Provost et Jacques Sgard
- Prix 1996 - Bernard Lassus
- Prix 1998 - Gilles Clément
- Prix 2000 - Isabelle Auricoste

## Trophée du paysage
Le trophée du paysage est décerné tous les deux ans, les années impaires, par le gouvernement français à un paysagiste débutant ainsi qu'à ses partenaires (maître d'ouvrage et gestionnaire) pour la conception d'une opération exemplaire réalisée depuis au moins 3 ans.
- Prix 1989 - Reconquête du terril de Wattrelos (Nord) Commune de Wattrelos, Agence Paysages à Lille
- Prix 1991 - Jardin des Acacias à Nanterre (Hauts-de-Seine) Service technique de la ville de Nanterre et Agence TER à Paris -  Mention spéciale du jury au Parc d'Eole à Brest de Louis Maunoury, paysagiste
- Prix 1993 - Parc de la Plage Bleue à Valenton (Val-de-Marne) Direction des espaces verts départementaux du Val-de-Marne et Agence Ilex à Lyon - Mention spéciale du jury pour la ZAC des Antes à Rungis (Val-de-Marne) de Thierry Laverne, paysagiste
- Prix 1995 -  Jardin de la vallée du Telhuet à Notre-Dame-de-Gravenchon (Seine-Maritime) Ville de Notre-Dame-de-Gravenchon de Samuel Craquelin, paysagiste - Mention spéciale du jury aux espaces de pied d'immeubles du groupe HLM Étienne Dolet à Issy-les-Moulineaux de Catherine Mosbach, paysagiste
- Prix 1997 - Réhabilitation des espaces extérieurs de la cité Pélisson dans le quartier des Buers à Villeurbanne (Rhône) Ville de Villeurbanne - Communauté urbaine de Lyon de Agence In Situ à Lyon
- Prix 1999 - Requalification des espaces publics du quartier HLM de la Rocade à Sablé-sur-Sarthe (Sarthe) Ville de Sablé-sur-Sarthe Agence de paysage « Feuille à Feuille » (Madame Dominique Caire) - Mention spéciale du jury : abords du château de Folleville (Somme) de Karin Helms, paysagiste
- Prix 2001 - Réalisation des espaces extérieurs des collèges Renoir et Rostand, reconstruits à Malpassé, dans un quartier nord de Marseille (Bouches-du-Rhône) Jérôme Mazas - Agence Horizon et Conseil général des Bouches-du-Rhône - Mention spéciale du jury : réalisation du jardin de la maison du parc naturel régional du Pilat à Pélussin (Loire) par Jean-Michel Verney Carron et le Parc naturel régional du Pilat.

## Le grand prix national du paysage
Ce prix s’appuie sur trois axes d’actions :
- développer la connaissance
- renforcer la cohérence et
- soutenir la compétence dont les synergies entre maîtrise d’ouvrage et maîtrise d’œuvre.

- Prix 2005 : le parc Saint-Pierre[2] à Amiens par Jacqueline Osty
- Prix 2006 : le parc de la Deûle[3] à Lille par Jacques Simon et  JNC INTERNATIONAL SA (Jean-Noël Capart, Yves Hubert)
- Prix 2007 : le parc des Cormailles[4] à Ivry-sur-Seine par Henri Bava, Michel Hoessler, Olivier Philippe : Agence Ter. Maîtrise d’ouvrage : Conseil général du Val de Marne.
- Prix 2009 : la base Régionale de Plein Air et de Loisirs du Port aux Cerises[5] située sur les communes de Draveil, Juvisy et Vigneux en Essonne par l'Agence Latitude Nord (Laurence Vacherot et Gilles Vexlard).
- Prix 2012 : le parc du Grand Pré sur la commune de Langueux dans les Côtes-d'Armor par Laure Planchais paysagiste. Maîtrise d'ouvrage : commune de Langueux.
- Prix 2016 : la lisière urbaine de Saint-Paul de la Réunion par l'agence Folléa-Gautier (Bertrand Folléa et Claire Gautier), maîtrise d'ouvrage : Région Réunion.
- Prix 2018 : le tandem Atelier Jacqueline Osty et Associés - In Situ Paysage et urbanisme a remporté l’édition 2018 du Grand prix national du paysage, pour l'île à charbon de Rouen (promenade fluviale rive gauche - mutation au long cours des anciennes emprises portuaires).
- Prix 2022 : Alain Freytet et le Conservatoire du littoral, pour la valorisation et la protection du cap Fréhel.
- Prix 2024 : l'agence Omnibus et le Syndicat mixte du SCoT de l'Agglomération messine, pour le projet de plan de paysage de l'agglomération messine.